# Несавршени злочини
Несавршени злочини (итал. RIS Delitti Imperfetti) италијанска је телевизијска серија, коју је 2004. направио Пиетро Валсећи, која се емитовала од 11. јануара 2005. до 28. новембра 2012. на Canale 5. Као што наслов наводи, серија је криминалистичка драма, која се базира на специфичне аспекте криминалистичких истраживања. Серија се често повезује са америчком серијом Место злочина: Лас Вегас, иако не представља римејк серије.

## Синопсис
Серија прати тим форензичара који покушавају ријешити случај уз помоћ доказа. Руководилац Р. И. С-а у првих пет сезона био је Рикардо Вентури, а у последње три сезоне Луција Бранћато. Локација серије је у Парми (сезоне 1-5) и Риму (сезоне 6-8). Промена локације извршена је зато што се Ђирели (који је био у Парми у 4. и 5. сезони) и Флавија (која је била у Парми у 5. сезони) преселили у Рим почетком 6. сезоне.